# Teeken Akademie (Middelburg)
De Teeken Akademie Middelburg is een instelling die de tekenkunst in Middelburg bevordert onder andere door tekenlessen te verzorgen, prijzen uit te reiken en stadstekenaars te benoemen. De organisatie werd opgericht in 1778 en in 1985 omgevormd tot stichting.

## Geschiedenis

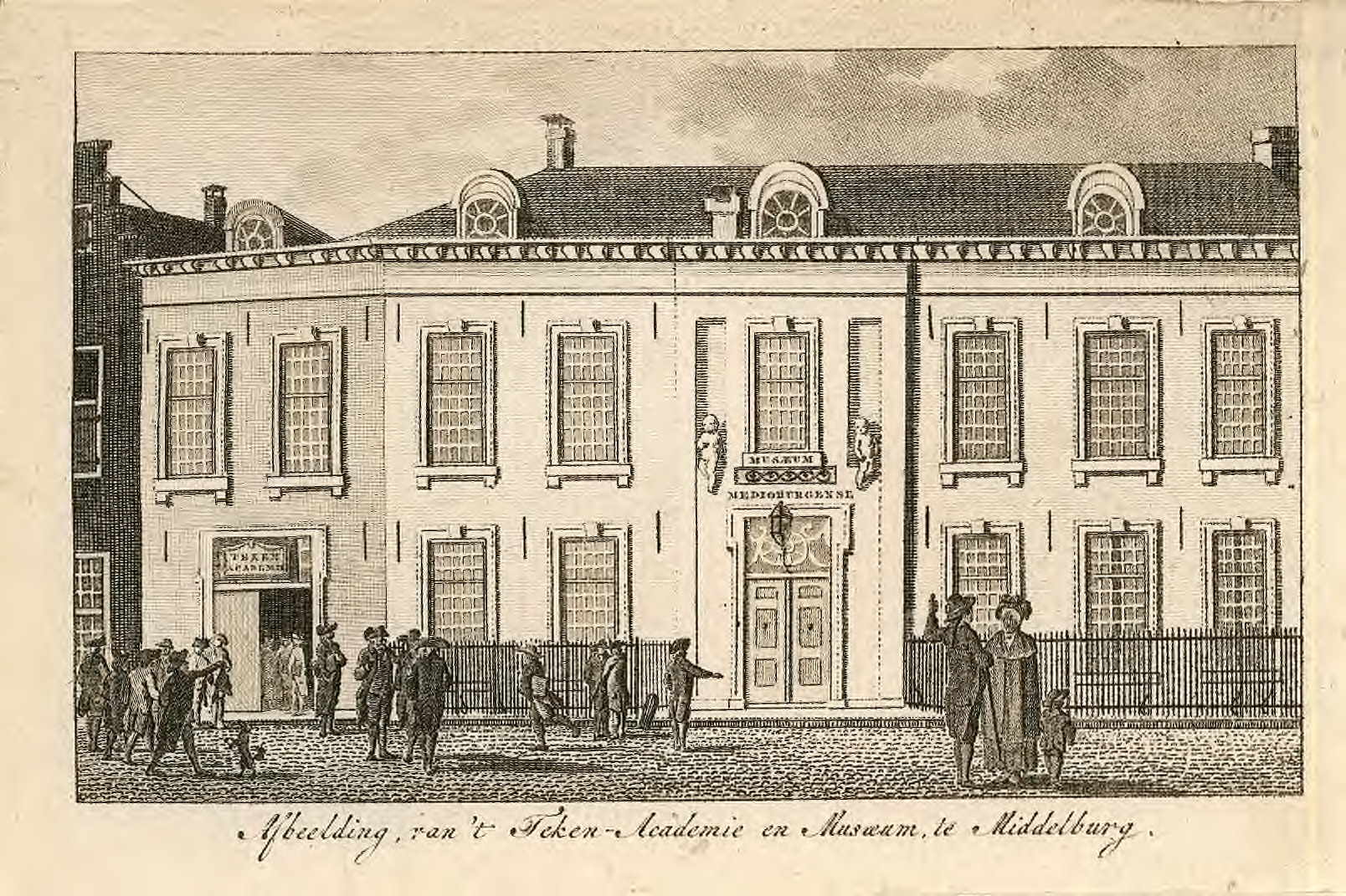
Het gebouw van de Teeken Akademie aan de Latijnse Schoolstraat in Middelburg ca. 1790, kopergravure uit Zelandia Illustrata.

### Vooraf
Reeds in de 16e eeuw werd door het Sint-Lucasgilde in Middelburg tekenonderwijs verzorgd. In de loop van de 17e eeuw voldeden deze gildes niet meer zo goed aan de behoeften van de kunstenaars. In Den Haag werd in 1656 de Confrèrie Pictura opgericht om de belangen van schilders beter te beschermen. Daaruit vloeide in 1682 de Haagsche Teekenacademie voort. Het model van de Teekenacademie vond navolging in de rest van het land. In 1718 werd in Amsterdam de Stadstekenacademie opgericht. De Verlichting bracht veel aandacht voor de wetenschappelijke benadering en dat stimuleerde de oprichting van nieuwe scholen, onder andere voor tekenonderwijs.

### 1778-1867

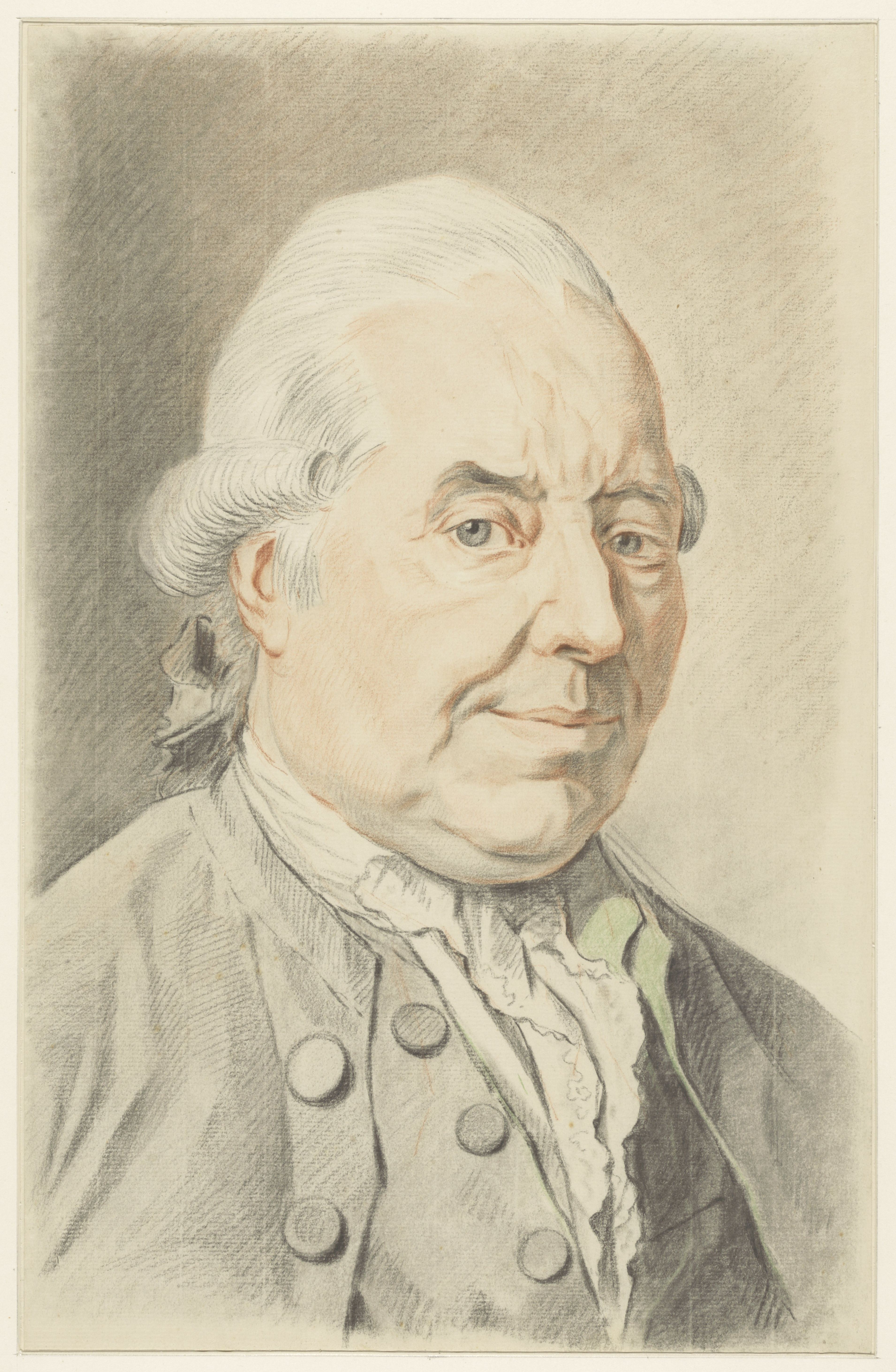
Zelfportret van Jacobus Perkois, tekenmeester en bestuurder van de Teeken Akademie van 1778 tot 1804

In 1778 werd in Middelburg het Teeken Collegie opgericht. De oprichters waren Engelbert Johan van der Mandere, Pieter Ackermans, Daniel de Keyzer, Jacobus Perkois, Leendert Bomme, Thomas Gaal, Johannes Ooremans, Pieter Dam en Coenraad Kayser, landsarchitect van Zeeland. Een van de eerste bestuursleden was ook de latere burgemeester van Middelburg, Gerard van Citters. In 1784 verkreeg de instelling de titel van Akademie.
In de eerste jaren werd lesgegeven in het Waaggebouw aan de Balans. In 1787 nam de Teeken Akademie haar intrek in het gebouw aan de Latijnse Schoolstraat, waar ook het Zeeuwsch Genootschap der Wetenschappen en het Natuurkundig Gezelschap gehuisvest waren. Deze en andere instellingen vormden samen het Museum Medioburgensis.  In 1840 verhuisde de Teeken Akademie naar de Sint Pieterstraat.
In het jaar van oprichting had het Teeken Collegie 59 leerlingen. Het gemiddelde aantal lag in de 18e eeuw op een kleine 100 leerlingen per jaar. Er waren verschillende onderwijstechnieken of niveaus: tekenen "naar prent", ofwel naar voorbeeld van tekeningen, gedrukte prenten of schilderijen; "naar pleister", ofwel naar voorbeeld van een gipsen model; en "naar levend model".  Er waren verschillende richtingen, waaronder tekenkunst, bouwkunst en behangselschilderen. Het tekenonderwijs werd gezien als een belangrijk onderdeel van de vorming van vaklieden.
Een methode om de motivatie van leerlingen te stimuleren was het uitreiken van prijzen, in de verschillende niveaus en richtingen. De winnaar van de hoogste prijs werd Primus genoemd.  Het belang van de Teeken Akademie werd onderstreept door koninklijk bezoek: Lodewijk Napoleon bezocht de akademie in 1809 en Koning Willem I in 1817.

#### Bekende docenten en leerlingen tussen 1778 en 1867
- Joseph Bourdrez
- Johannes Camhout
- Adriaan Marinus Geijp
- Gerardus Hendrik Grauss
- Coenraad Kayser
- Cornelis Kimmel
- Barend Cornelis Koekkoek
- Johannes Hermanus Koekkoek
- Marinus Piepers
- Aart Schouman
- Jan Frederik Schütz
- Abraham van der Waeyen Pieterszen

### 1867-1980
In 1867 stopte de Teeken Akademie met het aanbieden van onderwijs. De reden was dat de Wet op het Middelbaar Onderwijs (1863) de gemeente had verplicht de Burgeravondschool op te richten en dat daarmee de duizend gulden subsidie voor de Teeken Akademie moest komen te vervallen. Het tekenonderwijs werd overgenomen door de  Burgeravondschool. Aan het begin van de 20e eeuw nam de ambachtschool dit onderwijs over.
De Teeken Akademie bleef bestaan en behield een bepaald vermogen. De akademie stimuleerde jonge mensen die een kunstopleiding wilden volgen. Bekende kunstenaars aan wie beurzen verstrekt werden om elders te gaan studeren, zijn onder andere Jos Croin en Reimond Kimpe.  

#### Bekende begunstigden 1867-1980
- Jos Croin
- Hans Heeren
- Reimond Kimpe
- Antoine Mes
- Willem Vaarzon Morel jr.

## 1980-heden

### Van der Perre-prijs
In 1980 werd de van der Perre-prijs ingesteld voor een kunstwerk gemaakt door een in Zeeland levende kunstenaar. De prijs was vernoemd naar Johan Adriaan van der Perre, een Middelburgs regent en mecenas. De prijs werd in totaal driemaal uitgereikt. Vanaf 1993 hield de Teeken Akademie zich bezig met het ondersteunen van tekenonderwijs op middelbare scholen in Middelburg.
- 1980: Henk Kooger
- 1982: Leendert van der Pool
- 1984: Jean Kamps

### Activiteiten 225-jarig jubileum
In 2004, ter gelegenheid van het 225-jarig jubileum van de instelling, verscheen het boek Om Prijs en Plaats: De Middelburgse Teeken Akademie 1773-2003 en werden de volgende vijf tentoonstellingen georganiseerd:.
- Zeeuws Museum: Topstukken van de Teekenakademie, werk van Schouman, Meertens, B.C. Koekkoek, J.H. Koekkoek en Schǖtz.
- Zeeuwse Bibliotheek: Vernuft en Vlijt: expositie over tekenonderwijs van de 18e eeuw tot heden.
- Stadsschuur: Ontwerpen van stadsbouwmeesters en hun leerlingen. In samenwerking met RDH Architecten en Stedebouwkundigen.
- Kunsthandel Laurentius: Reproductie van tentoonstelling Teeken Akademie uit 1822. Met werk van Bourjé, Gaal, Koekkoek en Perkois.
- De Drvkkerij: Magistraten toen en nu. In samenwerking met het Middelburgs Instituut voor Kunstzinnige Vorming.

### Stadstekenaars
In 2022 werden de eerste stadstekenaars benoemd, in drie categorieēn: beroepskunstenaars, liefhebbers en klas.

#### Stadstekenaar (categorie beroepskunstenaar)
- 2022: Boris Peeters
- 2023: Janice Ys
- 2024: Arian van Dijk
- 2025: Michiel Paalvast[7]

#### Stadstekenaar (categorie liefhebber)
- 2022: Christien van Driel[8]
- 2023: Richard en Luna Dijkwel
- 2024: Merel van Rens

#### Stadstekenklassen
- 2021-22: VWO 2 van CSW Van der Perre en groep 6 van basisschool Het Talent. [9]
- 2022-2023: Groep 6 van Archipelschool Het Talent.
- 2023-2024: Groep 8, Oleanderhof, Arnemuiden.[10]
- 2024-2025: Groep 6, De Aquamarijn, Sint Laurens

### Prijs voor Jong Zeeuws Tekentalent
In 2023 werd een jaarlijkse prijs voor jong Zeeuws tekentalent in het leven geroepen, in samenwerking met het Ridderschap van Zeeland. De prijs bestond uit een geldbedrag en een replica van de medaille ontworpen in 1778.
- 2023: Kian Wisse
- 2024: Lena van Beest
- 2025: Cassandra van de Weg

## Externe koppeling
- Website van de Teeken Akademie